# Gaetano Giardino
Gaetano Ettore Stefano Giardino (Montemagno, 24. siječnja 1864. – Torino, 21. studenog 1935.) je bio talijanski maršal i vojni zapovjednik. Tijekom Prvog svjetskog rata obnašao je dužnost ministra rata u vladi Paola Bosellija, te zapovijedao  4. armijom na Talijanskom bojištu.

## Vojna karijera
Gaetano Giardino je rođen 24. siječnja 1864. godine u Montemagnu. Sin je Carla Giardina i Olimpije Garrone. U vojsku je stupio u ožujku 1881. sa 17 godina, nakon čega pohađa vojnu školu. Po završetku iste, u rujnu 1882. raspoređen je na službu u 8. bersagliersku pukovniju. Tri godine poslije promaknut je u čin poručnika, da bi u veljači 1889. bio upućen u Eritreju. U Eritreji služi u Samostalnoj bersaglierskoj bojnoj, te je u prosincu 1889. raspoređen je na službu u Keren. U lipnju 1894. ističe se u borbama i zauzimanju Kassale za što je odlikovan, te u rujnu te iste godine unaprijeđen u čin satnika. U listopadu 1894. vraća se u Italiju gdje je služi u 8. bersaglierskoj pukovniji. O svojim iskustvima u vojnom službovanju u Eritreji objavljuje više članaka u Talijanskom vojnom magazinu. Od 1898. pohađa Vojnu akademiju u Torinu, dok čin bojnika dostiže u rujnu 1904. godine. U lipnju 1906. unaprijeđen je u čin potpukovnika, te tijekom tog razdoblja obnaša dužnost načelnika stožera divizije smještene u Livornu, a od lipnja 1910. u Napulju. Tijekom Rusko-japanskog rata objavljuje više članaka u kojima komentira tijek vojnih operacija.
U listopadu 1911. upućen je u Libiju gdje tijekom Talijansko-turskog rata obnaša dužnost zamjenika načelnika stožera Talijanskih ekspedicijskih snaga. U siječnju 1912. upućen je u misiju u Rim kako bi političkim vlastima, nezadovoljnim tijekom operacija, objasnio teškoće s kojima se talijanske snage susreću. Tijekom rata, u lipnju 1912., prisiljen se vratiti u Italiju jer se tijekom vojnih operacija razbolio. U siječnju 1914. promaknut je u čin pukovnika, nakon čega je u kolovozu te iste godine imenovan načelnikom stožera IV. korpusa. 

## Prvi svjetski rat
Nakon ulaska Italije u rat na strani Antante Giardino je imenovan načelnikom stožera 2. armije kojom je zapovijedao Pietro Frugoni koja je držala liniju bojišta duž rijeke Soče. U kolovozu 1915. unaprijeđen je u čin general bojnika, dok je u svibnju 1916. imenovan načelnikom stožera novoformirane 5. armije koja je ustrojena kako bi se zaustavila austrougarska Tirolska ofenziva. Nakon što je 5. armija ubrzo nakon mjesec dana rasformirana, Giardino je u lipnju 1916. imenovan zapovjednikom 48. pješačke divizije koja je držala liniju bojišta oko Gorice. Nakon toga zapovijeda I. korpusom, da bi u travnju 1917.  bio promaknut u čin general poručnika, te imenovan zapovjednikom XXIV. korpusa. 

U lipnju 1917. tijekom krize vlade Paola Bosellija, na prijedlog načelnika Glavnog stožera Luigija Cadorne, imenovan je ministrom rata zamijenivši na tom mjestu Paola Morronea koji je dao ostavku. Istodobno s tim imenovanjem imenovan je i senatorom u talijanskom parlamentu. Dužnost ministra obrane obnaša do listopada 1917. kada je zbog poraza u Bitci kod Kobarida pala vlada. Ujedno je i smijenjen načelnik Glavnog stožera Luigi Cadorna, tako da je u studenom Giardino imenovan zamjenikom novog načelnika Glavnog stožera Armanda Diaza zajedno s Pietrom Badogliom. Ubrzo je međutim, u veljači 1918., upućen u Pariz na mjesto talijanskog predstavnika u savezničkom vojnom vijeću. Nakon dva mjeseca, u travnju, vraća se u Italiju, te dobiva zapovjedništvo nad 4. armije koja je držala položaje duž Monte Grappe. Zapovijedajući 4. armijom uspijeva zaustaviti austrougarsku ofenzivu u Bitci na Piavi, da bi u listopadu probio austrougarske položaje u konačnom austrougarskom porazu u Bitci kod Vittoria Veneta.

## Poslije rata
Nakon završetka rata Giardino se posvetio dužnosti senatora. U prosincu 1919. promaknut je u čin generala armije, dok je u siječnju 1922. imenovan u Vojno vijeće zajedno s Diazom, Cavigliom, Badogliom, Pecori Giraldijem i vojvodom od Aoste. U lipnju te iste godine imenovan je zapovjednikom armije, te u vrijeme marša na Rim zapovijeda armijom u Firenzi. Nakon dolaska Mussolinija na vlast, od rujna 1923. obnaša dužnost guvernera Rijeke sve dok konačnog pripojenja iste Italiji u travnju 1924. godine. U lipnju 1926. promaknut je u novoustrojeni čin maršala Italije, najviši čin u talijanskoj vojci. 
Godine 1927. odlazi u mirovinu, te se živeći u Torinu posvećuje povijesnim istraživanjima i pisanju memoara. Posljednje javno pojavljivanje ima 23. rujna 1935. na otvaranju vojnog svetišta na Monte Grappi. Ubrzo nakon toga 21. studenog 1935. preminuo je u 72. godini života u Torinu. Godinu dana poslije, 4. kolovoza 1936., njegovi posmrtni ostaci premješteni su u vojno svetište na Monte Grappi.

## Vanjske poveznice
(tal.) Gaetano Giardino na stranici Treccani.it

(tal.) Gaetano Giardino na stranici Senato.it  Arhivirana inačica izvorne stranice od 6. listopada 2016. (Wayback Machine)

(tal.) Gaetano Giardino na stranici Montegrappa.org

(tal.) Gaetano Giardino na stranici Digilander.libero.it

(eng.) Gaetano Giardino na stranici Encyclopedia.1914-1918-online.net